# Kyrkoman
Kyrkoman är en benämning på person med en viktig position inom kyrkan, oftast som präst. Svenska akademiens ordbok beskriver en kyrkoman som någon som representerar kyrkan och dess verksamhet. Ordet används om personer inom Svenska kyrkan men även stora kyrkor utomlands, främst men inte enbart i äldre tid; psalmdiktaren och biskopen J.A. Eklund (1863–1945), ärkebiskopen Olof Sundby (1917–1996) och den katolske brasilianske ärkebiskopen och befrielseteologen Hélder Câmara (1909–99) beskrivs alla tre i Nationalencyklopedin som kyrkomän. I Svenska Dagbladet har Carl Otto Werkelid benämnt påve Franciskus kyrkoman. 
Präster som nått en hög position inom Katolska kyrkan kan kallas kyrkomän, men benämns i katolska sammanhang oftare som prelater. Framstående och viktiga personer inom frikyrkan beskrivs sällan som kyrkomän.